# Cesare Manzella

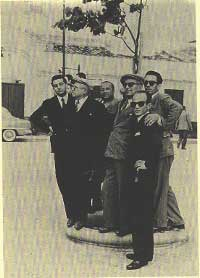
Un celebre gruppo di mafiosi: Manzella è il secondo da sinistra, con la coppola in testa

Cesare Manzella (Cinisi, 18 dicembre 1897 – Cinisi, 26 aprile 1963) è stato un mafioso italiano. È stato uno dei capomafia nella Cinisi del dopoguerra. Fu assassinato con un ordigno piazzato in un'Alfa Romeo Giulietta che esplose appena Manzella mise in moto.

## Biografia
Dopo un periodo di permanenza negli Stati Uniti, dove trascorse diversi anni nell'organizzare una catena di case da gioco a Chicago, Manzella fece il suo ritorno a Cinisi dopo essere stato espulso dalle autorità statunitensi nel 1947. A Cinisi era proprietario di una vasta piantagione di cedri. Manzella veniva descritto dai locali Carabinieri come «violento e prepotente, un individuo astuto che ha ottime capacità organizzative che gli permettono di godere di un certo potere sulle fazioni criminali e mafiose locali», fama di cui godeva non solo a Cinisi, ma anche nelle vicine comunità locali di Carini, Torretta, Terrasini, Partinico, Borgetto e Camporeale.
Fu membro della prima Commissione mafiosa siciliana formatasi nel 1958. Manzella amava mostrarsi come un benefattore e per questo motivo si faceva vedere per le strette stradine di Cinisi con il suo ampio cappello americano, regalando caramelle agli orfani e ai mendicanti di strada. Dedicò parte dei suoi profitti illeciti per la costruzione di un orfanotrofio. La sua attività caritatevole venne addirittura riconosciuta formalmente con la sua elezione a presidente dell'Azione Cattolica di Cinisi. Manzella era coinvolto nel contrabbando di sigarette e nel traffico di eroina.
Fu protagonista della prima guerra di mafia scoppiata a causa del sabotaggio di un grosso carico di eroina finanziato da Manzella, da Salvatore Greco della cosca di Ciaculli e da Angelo La Barbera della cosca di Palermo. Il sospetto cadde su Calcedonio Di Pisa, il quale aveva procurato il carico di eroina per Manzella dal suo trafficante corso Pascal Molinelli, ed aveva poi organizzato le operazioni di trasporto verso i partner di Manzella a New York. Il caso venne portato dinanzi alla Commissione mafiosa in seno alla quale sorsero disaccordi su come gestirlo, portando così ad uno scontro sanguinoso conosciuto appunto come prima guerra di mafia fra la cosca dei Greco, guidata da Salvatore Greco, e il clan La Barbera.
Il primo episodio della guerra fu l'uccisione di Di Pisa, assassinato il 26 dicembre 1962. Manzella scelse di affiancare i Greco e divenne l'obiettivo principale della cosca rivale: il 26 aprile 1963, non appena mise in moto la sua auto, rimase ucciso nell'esplosione di una bomba collegata all'impianto di accensione. A lui succedette il suo vice Gaetano Badalamenti come nuovo boss della famiglia di Cinisi.
Manzella era zio acquisito di Peppino Impastato, attivista antimafia assassinato nel 1978, in quanto marito di una sorella del padre di Peppino, Luigi Impastato, anch'esso mafioso. Il brutale omicidio di Manzella sembra aver ispirato direttamente l'attività antimafia di Peppino, il quale rimase fortemente traumatizzato da quella esecuzione all'interno della sua famiglia, avvenuta quando lui aveva 15 anni, e dichiarò: «E questa è la mafia? Se questa è la mafia allora io la combatterò per il resto della mia vita.»